# Pacôme II de Constantinople
Pacôme ou Pachome II de Constantinople (en grec : Παχώμιος Β΄ Πατέστος) fut patriarche illégitime de Constantinople un an, de 1584 à 1585.

## Biographie
Simple moine de Lesbos, Pacôme est substitué par une faction à Jérémie II le 22 février 1584. Ses adversaires l'obligent à se démettre dès février 1585. Son patriarcat est considéré comme illégitime.